# Igor Astarloa
Igor Astarloa Askasibar, född 29 mars 1976 i Ermua, Biscaya, är en spansk professionell tävlingscyklist. Han vann Världsmästerskapens linjelopp 2003. 
Astarloa blev professionell med Mercatone Uno-Albacom 2000. Innan dess hade han varit stagiaire i Riso Scotti-Vinavil under slutet av säsongen 1999, det vill säga att han hade fått chansen att tävla som professionell med stallet.

## Karriär

### Mercatone Uno
Astarloa blev professionell med Mercatone Uno-Albacom inför säsongen 2000. Han hade under säsongen 1999 vunnit amatörtävlingen GP Inda-Trofeo Aras Frattini a.m. och det ledde till att han fick prova på att vara professionell med Riso Scotti-Vinavil. Stallet lade ned sin verksamhet efter säsongen och därmed blev det inget förlängt kontrakt med dem. I stället blev det alltså Mercatone Uno som blev Astarloas nya arbetsgivare.
Säsongen 2000 var tom på prispallsplaceringar, men under säsongen 2001 vann Astarloa Critérium Foral de Navarra. Han slutade även tvåa på etapp 1 och 5 under Baskien runt. Under tävlingen slutade han också trea på etapp 2 bakom Stefano Zanini och Luca Mazzanti. I mitten av april vann spanjoren den spanska tävlingen Klasika Primavera framför Eddy Mazzoleni och Gianni Faresin.

### 2002
Astarloa tävlade för det italienska stallet Saeco Macchine per Caffé under åren 2002 och 2003.
Under säsongen 2002 vann Astarloa den italienska tävlingen Brixia Tour framför Mirko Celestino och Gianluca Valoti. Han vann etapp 2a av tävlingen och slutade tvåa på etapp 2b. Han slutade tvåa i HEW Cyclassics bakom segraren Johan Museeuw. Under säsongen slutade Astarloa också tvåa i Clásica de San Sebastián bakom Laurent Jalabert. Han slutade också tvåa på Japan Cup under säsongen.

### 2003–2004
Den 23 april 2003 blev Igor Astarloa historisk när han blev den första spanjoren att vinna en belgisk klassiker då han cyklade hem La Flèche Wallonne. Tidigare under säsongen hade han vunnit etapp 3 av Volta a la Comunitat Valenciana. Han slutade också tvåa på etapp 2 av Baskien runt det året. I början av maj slutade Astarloa trea i Rund um den Henninger Turm bakom Davide Rebellin och Erik Zabel. Han slutade även tvåa på etapp 1 av den spanska tävlingen Clásica Internacional de Alcobendas y Villalba innan han slutade tvåa på etapp 3 av Brixia Tour.
Igor Astarloa vann Världsmästerskapen linjelopp 2003 i Hamilton, Kanada, före bland annat Alejandro Valverde och Peter van Petegem. Guldet i världsmästerskapen gjorde att många proffsstall blev intresserade av spanjoren, som tidigare hade cyklat för Saeco, och han valde det franska stallet Cofidis, som redan tidigare hade diskuterat att anställa honom. Början av säsongen gick bra då han slutade tvåa på etapp 2 av Tour Méditerranéen, etapp 4 av Tirreno-Adriatico och på den italienska tävlingen GP Industria & Artigianato.
Lyckan i stallet Cofidis blev dock kortare än vad Astarloa hade hoppats på. När David Millar erkände dopningsbruk stängde stallet ner allt sitt tävlande tills en lösning hade nåtts. Därmed fick Astarloa känna på regnbågströjans förbannelse när han inte fick cykla La Flèche Wallonne och försöka försvara segern från 2003.
Samtidigt som stallets verksamhet låg nere fick Cofidis-stallets cyklister själva bestämma om de ville bryta kontraktet med stallet, vilket världsmästaren gjorde eftersom ingen vid tillfället visste när tävlandet återigen skulle komma igång. Han valde då att gå till det italienska stallet Lampre-Fondital för resten av säsongen.
Under sin tid med Lampre vann Astarloa etapp 1 av Brixia Tour. Han körde också Giro d'Italia 2004 med stallet, där han slutade på fjärde plats på etapp 2 bakom Damiano Cunego, Bradley McGee och Cristian Moreni. Han slutade på andra plats i den danska tävlingen GP Jyske Bank bakom Ivan Basso. Astarloa slutade även tvåa i Nacht von Hannover bakom Andreas Klöden. Under slutet av säsongen 2004 slutade han trea på etapp 2b av Brixia Tour. Han slutade även på tredje plats i Cyclassics Hamburg bakom Stuart O'Grady och Paolo Bettini. Under säsongen 2004 deltog Astarloa i de Olympiska sommarspelen 2004 för Spanien.

### Barloworld
Mellan 2005 och 2006 tävlade Astarloa för det brittiska stallet Barloworld. Under säsongen 2005 vann han etapp 2 av Vuelta a Burgos. Han slutade även tvåa på etapp 1 och 5 av den spanska tävlingen. Under säsongen slutade Astarloa tvåa på etapp 2 av Vuelta a Asturias, en tävling där han även slutade trea på den första etappen. Han slutade trea på etapp 1 av Brixia Tour bakom italienarna Davide Rebellin och Emanuele Sella. Under säsongen 2006 vann Astarloa Milano-Turin. Han slutade även på andra plats under Tirreno-Adriaticos tredje etapp bakom Oscar Freire. Samma år slutade han också på tredje plats på etapp 2 av Clásica Internacional de Alcobendas y Villalba.

### Team Milram
Inför säsongen 2007 blev Astarloa kontrakterad av Team Milram. Hans bästa resultat 2007 blev en tredje plats på Tour Méditerranéens andra etapp. I slutet av maj 2008 valde det tysk-italienska stallet att sparka Astarloa efter det att han hade visat oregelbundna blodvärden under Giro d'Italia.

### 2009
Inför säsongen 2009 blev Astarloa kontrakterad av Amica Chips-Knauf. Stallet lade ned sin verksamhet i maj 2009 och Astarloa stod utan lag. I juni samma år kom nyheten att Astarloa hade haft oregelbundna värden i sitt biologiska pass, vilket kan indikera dopning.

## Privatliv
Igor Astarloa är kusin till Ignacio Izaguirre Inaki, som var proffscyklist under mitten av 1980-talet.

## Främsta meriter
2001
1:a, Critérium Foral de Navarra
1:a, Klasika Primavera
2:a, etapp 1, Baskien runt
2:a, etapp 5, Baskien runt
3:a, etapp 2, Baskien runt
2002
1:a, etapp 2a, Brixia Tour
1:a, Brixia Tour
2:a, etapp 2b, Brixia Tour
2:a, Cyclassics Hamburg
2:a, Clásica San Sebastián
2:a, Japan Cup
2003
 Världsmästarskapens linjelopp
1:a, La Flèche Wallonne
1:a, etapp 3, Volta a la Comunitat Valenciana
2:a, etapp 2, Baskien runt
2:a, etapp 1, Clásica Internacional de Alcobendas y Villalba
2:a, etapp 3, Brixia Tour
3:a, Rund um den Henninger Turm
10:a, Amstel Gold Race
2004
1:a, etapp 2, Brixia Tour
2:a, etapp 2, Tour Méditerranéen
2:a, etapp 4, Tirreno-Adriatico
2:a, GP Industria & Artigianato
2:a, GP Jyske Bank
2:a, Nacht von Hannover
3:a, etapp 2b, Brixia Tour
3:a, Cyclassics Hamburg
2005
1:a, etapp 2, Vuelta a Burgos
2:a, etapp 2, Vuelta a Asturias
2:a, etapp 1, Vuelta a Burgos
2:a, etapp 5, Vuelta a Burgos
3:a, etapp 1, Vuelta a Asturias
3:a, etapp 1, Brixia Tour
2006
1:a, Milano-Turin
2:a, etapp 4, Tirreno-Adriatico
3:a, etapp 2, Clásica Internacional de Alcobendas y Villalba
2007
3:a, etapp 2, Tour Méditerranéen

## Stall

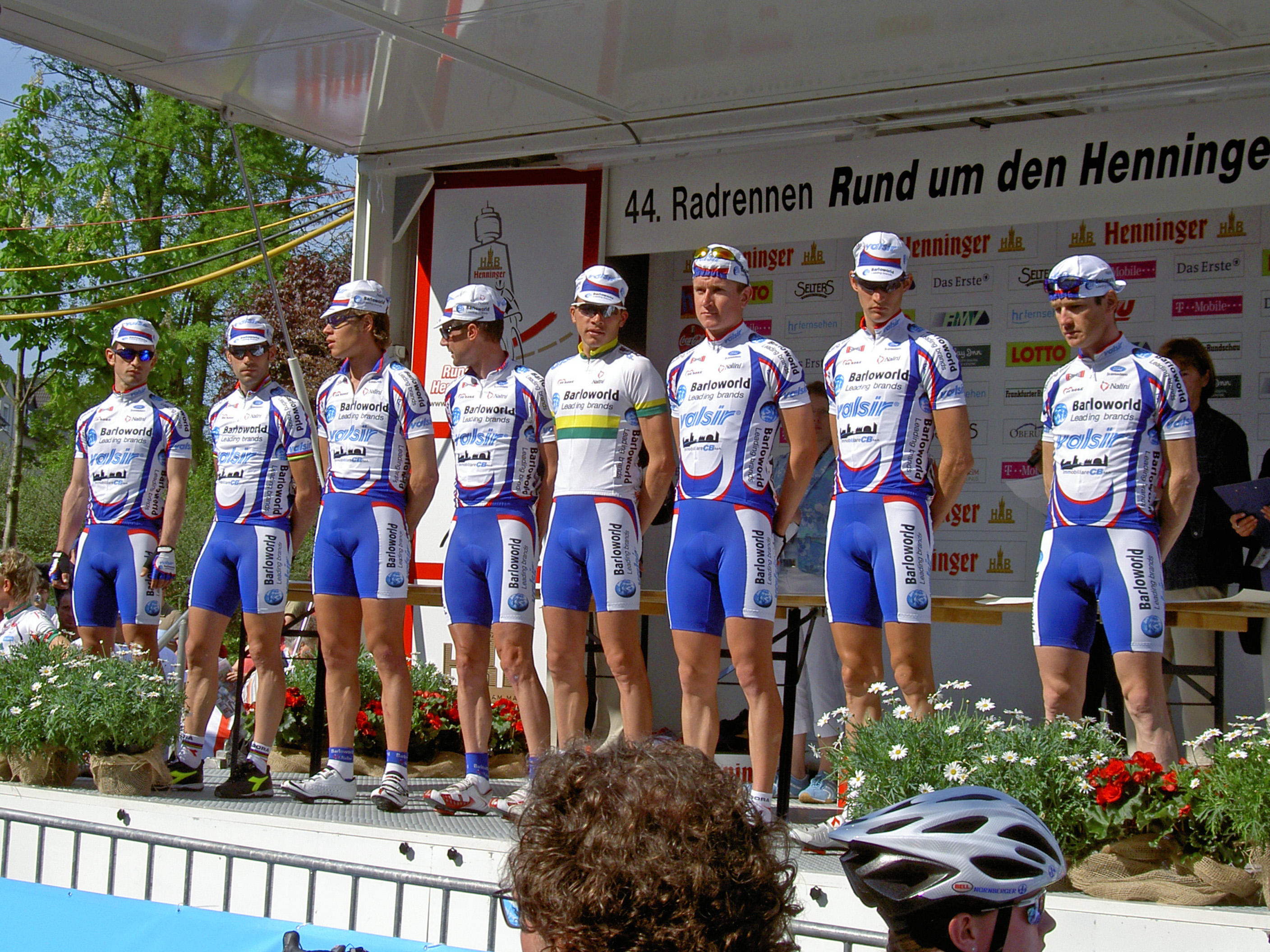
Igor Astarloa, tvåa från vänster, med stallkamraterna i Team Barloworld inför 2005 års Rund um den Henninger Turm i Frankfurt am Main.

- Riso Scotti-Vinavil (stagiaire) 1999
- Mercatone Uno-Albacom 2000
- Mercatone Uno-Stream TV 2001
- Saeco Macchine per Caffé 2002–2003
- Cofidis 2004
- Lampre-Fondital 2004
- Barloworld 2005–2006
- Team Milram 2007–2008
- Amica Chips-Knauf 2009